# ترافيس توماس
ترافيس توماس (بالإنجليزية: Travis Thomas)‏ هو لاعب كرة قدم أمريكية أمريكي، ولد في 3 ديسمبر 1984 في واشنطن في الولايات المتحدة.